# 다바카 왕국
다바카(산스크리트어: दावक)는 오늘날 아삼주 중부에 위치했던 고대 인도의 왕국이다. 이에 대한 언급은 4세기 사무드라굽타의 알라하바드 기둥 비문에 나오는데, 이 비문에는 굽타 제국의 다섯 변방 왕국들 중 하나로 언급되어 있다.

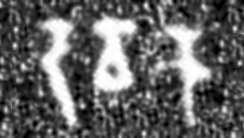
알라하바드 기둥 비문의 "다바카"(브라흐미 문자 :)

다른 참고 문헌으로는 송서가 있으며, 카마루파 프라크리트어로 작성된 가츠탈 석주 비문에서는 왕국의 이름이 캄필리(현재 강의 이름)로 나온다. N. K. 바타살리는 이 왕국을 오늘날 호자이구의 다바카로 확인했으며, 코필리-코롱 강 계곡과 연관된 왕국이라고 밝혔다.
BN 푸리(1968) 및 PC 초두리1959)와 같은 역사가들은 이 지역이 칼야나바르만(422~446)의 통치 기간인 5세기 전반에 훨씬 일찍 카마루파에게 흡수되었다고 주장한다.
수도는 코필리강 근처에 위치해 있었다. 중국 사료에 따르면 서기 428년 다바카 국왕이 중국에 사절단을 파견했다고 한다.
가츠탈 석주 비문에는 야바나(무슬림)가 1362년(사카 1284년)에 경계를 넘어 동쪽으로 이동하여 다바카에 도달했다고 언급되어 있다. 4~5월에 범람하는 강(야무나로 확인됨)은 수군이 적을 몰아내는 데 도움을 주었다.

## 서지
- Boruah, Nirode (2001). “The kingdom of the Kapili Valley of Assam”. 《Proceedings of the Indian History Congress》 62: 135–143. ISSN 2249-1937. JSTOR 44155755.
- Choudhury, P. C. (1959). 《The History of Civilization of the People of Assam to the Twelfth Century AD》. Department of History and Antiquarian Studies, Gauhati, Assam.
- Dutta, Anima (2008). 《Political geography of Pragjyotisa Kamarupa》 (Ph.D.). Gauhati University. hdl:10603/68309.
- Lahiri, Nayanjot (1991). 《Pre-Ahom Assam: Studies in the Inscriptions of Assam between the Fifth and the Thirteenth Centuries AD》. Delhi: Munshiram Manoharlal Publishers Pvt Ltd.
- Puri, Brij Nath (1968). 《Studies in Early History and Administration in Assam》. Gauhati University.
- Mookerji, Radhakumud (1973). 《The Gupta Empire》. Motilal Banarasidass.
- Sharma, M M (1990), 〈Language and Literature〉,   Barpujari, H K, 《The Comprehensive History of Assam》 I, Guwahati: Publication Board, Assam, 263–264쪽